# Parque de la Exótica Flora Tropical
El Parque de la Exótica Flora Tropical y Misión Nuestra Señora del Carmen es un jardín botánico en San Felipe, Yaracuy, con más de 2.500 variedades de plantas provenientes de Colombia, Ecuador, Brasil, Panamá, Nicaragua, Madagascar, Costa Rica, Tailandia, Singapur, China y Australia, fundamentalmente heliconias, gingers, bromelias y orquídeas arreglados en un recorrido de 4,5 kilómetros situado en el valle del Río Yaracuy, en el Estado Yaracuy en Venezuela.
El recorrido por el parque es dirigido por un guía que suele explicar el origen de cada especie del paseo o se puede también adquirir un libro con todas las especificaciones e ir tomando sus propias anotaciones mientras se camina el recorrido. Los guías del parque dirigen también la opción de practicar canopy walking, disciplina que consiste en “pasear” por los árboles a través de un seguro mecanismo de arneses y poleas.
La fauna es tan rica como la vegetación. El paseo alrededor del parque suele acompañarse por los araguatos, mariposas, perezas, patos, chigüires y una gran diversidad de aves.

## Misión Nuestra Señora del Carmen
El parque de la Exótica Flora Tropical abrió en 1996, ubicado en el estado Yaracuy, en el centro de Venezuela, con un clima tropical y que durante el siglo XVIII fue la Misión Nuestra Señora del Carmen, fundada por Fray Joseph de Cádiz, de la Orden de los Hermanos Menores Capuchinos. La antigua capilla aún conserva su arquitectura colonial con salones encerrados entre paredes de adobe y techos de caña brava y teja, frescos corredores y patios cobijados por frondosos árboles, reconstruido bajo la dirección de la arquitecta Claudia Rodríguez.
Actualmente la misión se transformó en dos restaurantes, un bar y un pequeño museo. En la capilla y el pequeño museo atesoran colecciones de monedas, antiguos mapas de la Venezuela colonial, objetos religiosos, artículos de uso diario fabricados a mano por los monjes, vasijas indígenas y adobes; huellas de un pasado histórico adormilado en el presente. La capilla también exhibe la imagen de la Virgen del Carmen—llamada por los locales “La Única”—ya que no tiene al niño Jesús entre sus brazos.

## Historia
Al parque, ubicado cerca de la Carretera Panamericana a pocos kilómetros de la ciudad de San Felipe, se le atribuye su diseño inicial al botánico paisajista Jean Phillipe Thoze, el mismo que adquirió en la isla de Martinica el Jardín de Balata y quien, en el Parque de la Exótica Flora Tropical, trabajó partiendo desde la antigua plantación de cacao de la Misión de los Capuchinos.

## Actividades

### Jardines botánicos
Los jardines del Parque de la Exótica Flora Tropical consisten de una colección de plantas provenientes de la flora de varios países de Latinoamérica y Asia, completándose una de las mayores colecciones del mundo de heliconias y otras flores tropicales.
El santuario de estas hermosas flores es también hábitat de una gran variedad de especies de fauna: guacamayas, perezas, armadillos, mariposas, araguatos y muchos otros animales que pueden ser contemplados a lo largo de un recorrido de poco más de 4 km. Además, los coloridos caminos del parque sirven de cobijo a más de 80 clases de aves. 
El paseo se puede hacer a pie, en vehículo eléctrico de batería o en calesas tiradas por caballos árabes raza Shagya, provenientes de una finca que se encuentra dentro de la misma misión de los Capuchinos. Siempre se cuenta con la asistencia de un guía cualificado, que se encarga de dar información detallada sobre cada una de las flores presentes en este espacio natural.

### Arborismo
El Parque de la Exótica Flora Tropical tiene la única ruta de arborismo en el estado Yaracuy. La práctica del arborismo (en inglés Canopy Walking), está dirigida en el Parque de la Exótica Flora Tropical a adultos y niños mayores de seis años de edad, a través de un recorrido de 158 metros de longitud en el dosel forestal. El arborismo suele realizarse de varias formas, dependiendo de la condición física y la edad. Puede subirse, con un arnés, sentado sobre un elevador que le llevará hasta la primera plataforma ubicada a 22 metros de altura. También puede trepar hasta esa primera plataforma si tiene experiencia en escalada. Luego el desplazamiento entre los árboles, por el trazado de cables hasta cada una de las cinco plataformas, se hace con un mismo arnés o en sillines de lona, para luego descender en rápel desde la última plataforma.

## Localización
El Parque de la Exótica Flora Tropical está ubicado en el estado Yaracuy, a 15 minutos de la Autopista Regional Cimarrón Andresote, antiguamente autopista regional Rafael Caldera, tramo Barquisimeto-Puerto Cabello, cerca de la capital del estado, San Felipe. La autopista Centro Occidental tiene iluminación en las zonas pobladas y la carretera hasta San Felipe tiene buena señalización y demarcación para hacer el desvío. Desde Caracas, el viaje dura unas cuatro horas en automóvil.